# Karlan Grant
Karlan Laughton Ahearne-Grant (Thamesmead, Inglaterra, 18 de septiembre de 1997) es un futbolista británico que juega como delantero en el West Bromwich Albion F. C. de la EFL Championship.

## Trayectoria

### Charlton Athletic F. C.
Fue el máximo goleador del equipo sub-18 del Charlton Athletic durante las temporadas 2012-13 y 2013-14 cuando aún era un colegial. Menos de una semana después de su 17.º cumpleaños, el 23 de septiembre de 2014, firmó un contrato de tres años con el Charlton Athletic. Debutó como profesional poco después, el 30 de septiembre de 2014, como suplente en el minuto 89 en la victoria por 1-0 contra el Norwich City F. C. Posteriormente, fue titular por primera vez el 18 de octubre de 2014 en una derrota por 1-0 contra el AFC Bournemouth. Marcó su primer gol en competición con el primer equipo de los Addicks en una victoria por 4-1 en la Copa de la Liga contra el Dagenham & Redbridge F. C. El 26 de septiembre marcó su primer gol en la liga con el Charlton Athletic en una derrota por 2-1 ante el Cardiff City F. C.

#### Préstamo al Cambridge United F. C.
El 16 de enero de 2016 fichó por el Cambridge United F. C. de la EFL Two en calidad de cedido por un mes.

#### Préstamo al Crawley Town F. C.
El 30 de enero de 2018 se incorporó al Crawley Town F. C. en calidad de cedido hasta el final de la temporada 2017-18. Tuvo un impacto inmediato en el club de West Sussex, con el que marcó 8 goles en sus primeros 9 partidos. En total, disputó 15 partidos con el Crawley, en los que marcó 9 goles.

### Huddersfield Town A. F. C.
El 30 de enero de 2019 se unió al Huddersfield Town A. F. C. por una cantidad no revelada, firmando un contrato hasta el verano de 2022 con el club. Debutó con el club de Yorkshire tres días después, en una derrota por 5-0 a domicilio ante el Chelsea F. C., donde entró como suplente. El 9 de febrero de 2019 marcó su primer gol con el Huddersfield Town en su segunda aparición, en una derrota por 2-1 en casa contra el Arsenal F. C.

### West Bromwich Albion F. C.
El 15 de octubre de 2020 el West Bromwich Albion F. C. anunció su fichaje con un contrato de seis años por una cantidad no revelada, aunque según los informes, el fichaje se dio por 15 millones de libras. El 26 de octubre de 2020 marcó su primer gol en la liga con el West Bromwich en un empate a domicilio contra el Brighton & Hove Albion F. C.
En tres temporadas disputó más de cien partidos antes de ser cedido en julio de 2023 al Cardiff City F. C.

## Selección nacional
En febrero de 2014 representó a Inglaterra sub-17 en el torneo del Algarve. El 6 de noviembre de 2014 fue convocado a la selección de Inglaterra sub-18 para un doble enfrentamiento contra Polonia. Jugó con Inglaterra sub-19 en septiembre de 2015 contra Croacia. También es elegible para jugar con Escocia por su madre escocesa.

## Vida personal
En junio de 2018, mientras estaba de vacaciones en Ibiza, fue detenido por sospecha de invasión de la privacidad y su compañero de equipo Reeco Hackett-Fairchild fue arrestado por sospecha de una agresión sexual a una mujer de 19 años.
En el verano de 2018 abandonó la parte Ahearne de su apellido, para ser conocido como Karlan Grant.

## Estadísticas

### Clubes
Actualizado al último partido disputado el 7 de mayo de 2022.
| Club                                  | Div.          | Temporada     | Liga  | Liga  | Liga   | Copas nacionales | Copas nacionales | Copas nacionales | Copas internacionales | Copas internacionales | Copas internacionales | Total | Total | Total  | Media goleadora |
| Club                                  | Div.          | Temporada     | Part. | Goles | Asist. | Part.            | Goles            | Asist.           | Part.                 | Goles                 | Asist.                | Part. | Goles | Asist. | Media goleadora |
| ------------------------------------- | ------------- | ------------- | ----- | ----- | ------ | ---------------- | ---------------- | ---------------- | --------------------- | --------------------- | --------------------- | ----- | ----- | ------ | --------------- |
| Charlton Athletic F. C. Inglaterra    | 2.ª           | 2014-15       | 5     | 0     | 0      | 1                | 0                | 0                | —                     | —                     | —                     | 6     | 0     | 0      | 0.00            |
| Charlton Athletic F. C. Inglaterra    | 2.ª           | 2015-16       | 17    | 1     | 1      | 3                | 2                | 0                | —                     | —                     | —                     | 20    | 3     | 1      | 0.15            |
| Cambridge United F. C. Inglaterra     | 4.ª           | 2015-16       | 3     | 0     | 0      | 0                | 0                | 0                | —                     | —                     | —                     | 3     | 0     | 0      | 0.00            |
| Cambridge United F. C. Inglaterra     | Total club    | Total club    | 3     | 0     | 0      | 0                | 0                | 0                | 0                     | 0                     | 0                     | 3     | 0     | 0      | 0.00            |
| Charlton Athletic F. C. Inglaterra    | 3.ª           | 2016-17       | 8     | 0     | 1      | 4                | 0                | 0                | —                     | —                     | —                     | 12    | 0     | 1      | 0.00            |
| Charlton Athletic F. C. Inglaterra    | 3.ª           | 2017-18       | 22    | 1     | 1      | 9                | 3                | 1                | —                     | —                     | —                     | 31    | 4     | 2      | 0.13            |
| Crawley Town F. C. Inglaterra         | 4.ª           | 2017-18       | 15    | 9     | 0      | 0                | 0                | 0                | —                     | —                     | —                     | 15    | 9     | 0      | 0.6             |
| Crawley Town F. C. Inglaterra         | Total club    | Total club    | 15    | 9     | 0      | 0                | 0                | 0                | 0                     | 0                     | 0                     | 15    | 9     | 0      | 0.6             |
| Charlton Athletic F. C. Inglaterra    | 3.ª           | 2018-19       | 28    | 14    | 2      | 1                | 0                | 0                | —                     | —                     | —                     | 29    | 14    | 2      | 0.48            |
| Charlton Athletic F. C. Inglaterra    | Total club    | Total club    | 80    | 16    | 5      | 18               | 5                | 1                | 0                     | 0                     | 0                     | 98    | 21    | 6      | 0.21            |
| Huddersfield Town A. F. C. Inglaterra | 1.ª           | 2018-19       | 13    | 3     | 0      | 0                | 0                | 0                | —                     | —                     | —                     | 13    | 3     | 0      | 0.23            |
| Huddersfield Town A. F. C. Inglaterra | 2.ª           | 2019-20       | 43    | 19    | 4      | 1                | 0                | 0                | —                     | —                     | —                     | 44    | 19    | 4      | 0.43            |
| Huddersfield Town A. F. C. Inglaterra | Total club    | Total club    | 56    | 22    | 4      | 1                | 0                | 0                | 0                     | 0                     | 0                     | 57    | 22    | 4      | 0.39            |
| West Bromwich Albion F. C. Inglaterra | 1.ª           | 2020-21       | 21    | 1     | 0      | 0                | 0                | 0                | —                     | —                     | —                     | 21    | 1     | 0      | 0.05            |
| West Bromwich Albion F. C. Inglaterra | 2.ª           | 2021-22       | 44    | 18    | 6      | 1                | 0                | 1                | —                     | —                     | —                     | 45    | 18    | 7      | 0.4             |
| West Bromwich Albion F. C. Inglaterra | Total club    | Total club    | 65    | 19    | 6      | 1                | 0                | 1                | 0                     | 0                     | 0                     | 66    | 19    | 7      | 0.29            |
| Total carrera                         | Total carrera | Total carrera | 219   | 66    | 15     | 20               | 5                | 2                | 0                     | 0                     | 0                     | 239   | 71    | 17     | 0.3             |